# فروتسواف
رتصلابة أو فروتسواف (بالبولندية: Wrocław)‏، وعرفت قديما باسم برسلاو (بالألمانية: Breslau)، هي مدينة بولندية تقع في وسط أوروبا على نهر أودر في محافظة سيليزيا السفلى في جنوب غرب بولندا، وهي أكبر مدينة في غرب بولندا، ويعتبر فروتسواف العاصمة التاريخية لسيليزيا وسيليزيا السفلى وهي واحدة من أقدم مدن بولندية وهي اليوم عاصمة محافظة سيليزيا السفلى. يشار إلى فروتسواف لقب «بندقية بولندا» بسبب وجود العديد من الجسور والممرات.
كانت فروتسواف جزء من مملكة بولندا، وبوهيميا والمجر (1469-1490)، والإمبراطورية النمساوية، بروسيا، وألمانيا؛ أصبحت جزءا من بولندا مرة أخرى في عام 1945، وذلك نتيجة للتغيرات الحدود بعد الحرب العالمية الثانية.في عام 2013 بلغ عدد سكانها 632067 نسمة، مما يجعلها رابع أكبر مدينة في بولندا والخامسة من حيث المساحة - 293 كم. صنفت شبكة بحث المدن العالمية والعولمة (GaWC) فروتسواف على أنها مدينة عالمية مكتفية.
كانت فروتسواف المدينة المضيفة من بطولة الأوروبية عام 1963، لكرة السلة بطولة الأوروبية عام 2009، بطولة كرة الطائرة الأوروبي للسيدات 2009، كأس الأمم الأوروبية 2012 و 2013 بطولة العالم لرفع الأثقال؛ وسوف تستضيف 2014 FIVB الرجال في بطولة العالم للكرة الطائرة 2016، وبطولة أوروبا لكرة اليد للرجال في عام 2017، والألعاب العالمية وهي مسابقة في 37 رياضة التخصصات غير الأولمبية. وقد تم اختيار المدينة كعاصمة للثقافة الأوروبية عام 2016، عاصمة عالمية للكتاب 2016 واستضافة جوائز الفيلم الأوروبي عام 2016.

## التاريخ
كانت مدينة فروتسواف أكبر المهيمن الثقافي في منطقة سيليزيا لفترة طويلة واليوم هي عاصمة بولندا سيليزيا السفلى فويفود فروتسواف، ونشأت مدينة فروتسواف بوصفها معقل البوهيمي عند تقاطع طرق التجارة، وهما الطريق ريجيا والطريق العنبر.

### العصور الوسطى
تعتبر مدينة فروتسواف واحدة من العواصم الثلاث الكبرى في المملكة البولندية إلى جانب مدينتي كراكوف وساندوميرتس.
وخلال التاريخ في وقت مبكر، قد تغيرت سيطرت المدينة فروتسواف بين دولة بوهيميا (حتى 992، ثم 1038-1054)، ومملكة بولندا (992-1038 و 1054-1202)، وبعد تفتت مملكة بولندا، وفي عام 1000م، تم تأسيس أبرشية فروتسواف من قبل دوق البولندية. إلى جانب الأبرشيات من كراكوف وكولوبرزيج، وضعت فروتسواف تحت مطرانية جنيزنو في بولندا الكبرى، التي أسسها أوتو الثالث في 1000م، خلال مؤتمر جنيزنو. في السنوات 1034-1038 وتأثرت المدينة من قبل رد فعل وثنية، حيث أدى رد فعل الوثنية إلى انتفاضة شعبية أو عصيان وسلسلة من الأحداث في مملكة بولندا في عام 1030 م، والتي زعزعت استقرار مملكة بولندا، بسبب عدم الرضا عن عملية التنصير، والتي بدأت بعد معمودية بولندا في عام 966.
في النصف الأول من القرن 13أصبحت فروتسواف المركز السياسي للمملكة البولندية المقسمة. ودمرت المدينة عام 1241 أثناء الغزو المغولي لأوروبا.
انضم المدينة الرابطة الهانزية في 1387.
و في 5 يونيو 1443 وتأثرت المدينة بزلزال من قوة لا يقل عن 6 درجات على مقياس ريختر، ودمّرت أو تضررت بشكل خطير العديد من المباني في المدينة.
في عام 1474 غادر المدينة الرابطة الهانزية.

### الحروب النابليونية
خلال الحروب النابليونية، احتلت فروتسواف من قبل جيش من اتحاد نهر الراين. ووجهت تحصينات المدينة. وتم نقل جامعة فيادرينا الأوروبية في فرانكفورت (أودر) إلى فروتسواف في عام 1811، واتحدت مع جامعة اليسوعية المحلية لإنشاء جامعة جديدة باسم سيليزيا فريدريك وليام (والآن جامعة فروتسواف). أصبحت المدينة مركزا لحركة تحرير الألمانية ضد نابليون، ومكان تجمع للمتطوعين من جميع أنحاء ألمانيا.

### بروسيا
أدت اتحاد الراين إلى زيادة الازدهار في سيليسيا وفروتسواف، ونمت مساحة المدينة وأصبحت فروتسواف مركزا هاما للسكك الحديدية ومركز صناعي، ولا سيما تصنيع الكتان والقطن وصناعة المعادن.
في عام 1821 تم فصلها أبرشية بريسلاو من محافظة الكنسية البولندية (المطرانية) في جنيزنو وجعل فراتسواف على إعفاء أسقفية.
و في 10 أكتوبر عام 1854، فتحت المدرسة اللاهوتية اليهودية، وكانت أول المؤسسة الاكليريكية اليهودية الحديثة في أوروبا الوسطى.
و في عام 1863 تأسست وكالة السفر ستانجن من قبل الإخوة كارل ولويس ستانجن، وهي ثاني وكالة السفر التي تأسست في العالم.

### الإمبراطورية الألمانية
في عام 1871و أثناء توحيد ألمانيا، تحولت مدينة فروتسواف إلى سادس أكبر مدينة في الإمبراطورية الألمانية.
و في عام 1910 تم افتتاح المعالم الهامة كجسر كايزر، والكلية الجامعية التقني (TH)، والذي يضم الآن جامعة فروتسواف للتكنولوجيا.
و في تعداد 1900 كان 5,363 شخص (ما يزيد قليلا عن 1٪ من السكان) كمتحدثين البولندية، وأما الأخرين 3,103 (0.7٪ من السكان) يتحدثون باللغتين الألمانية والبولندية. وكان 58٪ من سكان يتبعون بروتستانت، 37٪ كاثوليك و5٪ اليهود (بلغ مجموعها 20536 في تعداد عام 1905). وكانت الجالية اليهودية في فروتسواف بين الأكثر أهمية في ألمانيا، وتنتج العديد من الفنانين والعلماء المحترمين.
في عام 1913، بنيت حديثا قاعة الذكرى المئوية وهو مبنى تاريخي في فروتسواف. شيد وفقا لخطط المهندس المعماري ماكس بيرغ في 1911-1913، عندما كانت المدينة جزءا من الإمبراطورية الألمانية. بنيت المبنى بمناسبة الذكرى 100 للحروب التاريخية الألمانية التحرير ضد نابليون.

### فايمار
بعد الحرب العالمية الأولى، أصبحت فروتسواف عاصمة مقاطعة البروسية التي تم إنشاؤها حديثا من سيليزيا السفلى في عام 1919.
و بعد الحرب العالمية الأولى بدأ المجتمع البولندي عقد الجماهير باللغة البولندية في كنيسة سانت آن، واعتبارا من عام 1921 في سانت مارتن؛ تم افتتاح القنصلية البولندية في ساحة الرئيسية، وتأسست مدرسة البولندية.
و في شهر أغسطس عام 1920، خلال انتفاضة سيليزيا البولندية في سيليزيا العليا، قد دمرت القنصلية البولندية ومدرسة البولندية وحتى أحرقت مكتبة بولندية. وانخفض عدد البولنديين كنسبة مئوية من مجموع السكان إلى 0.5٪ فقط بعد إعادة تشكيل بولندا في عام 1918. وفي عام 1923وقعت أعمال شغب معادية للسامية.
تم توسيع حدود المدينة بين عامي 1925 و1930 لتشمل مساحة 175 KM2 (68 ميل مربع) ويبلغ عدد سكانها 600,000.
وفي حزيران عام 1930، استضافت فروتسواف حدث رياضي للرياضيين الألمان بعد أن تم استبعاد ألمانيا من دورة الألعاب الأولمبية بعد الحرب العالمية الأولى وتراجع عدد اليهود المتبقين في فروتسواف من 23240 في عام 1925 إلى 10,659 في عام 1933. وكان فروتسواف أكبر مدينة في ألمانيا الشرقية من برلين حتى بداية الحرب العالمية الثانية.

### صعود النازيين
عرفت المدينة بمعقل الليبرالية اليسارية في عهد الامبراطورية الألمانية، وأصبحت فروتسواف واحدة من أقوى قواعد دعم النازيين، الذين حصلوا في انتخابات عام 1932بنسبة 44٪ من الأصوات في المدينة، وثالث أعلى في كل أنحاء ألمانيا.
بعد تعيين هتلر المستشارة الألمانية في عام 1933، تم اضطهاد خصومه السياسيين من النازيين، وتدمير واغلاق مؤسساتها؛ وبدأت غيستابو بالإجراءات ضد الطلاب البولندية واليهودية والشيوعيين، الحزب الاشتراكي الديمقراطي، والنقابيين. وفي عام 1938 دمرت الشرطة التي تسيطر عليها النازية المركز الثقافي البولندي.
الكثير من اليهود وعديد من سكان المدينة ينظر اليهم على أنهم «غير مرغوب فيهم» من قبل الرايخ الثالث، وأرسلوا إلى معسكرات الاعتقال؛ وهؤلاء اليهود الذين بقوا قتلوا خلال المحرقة.
وهناك شبكة من معسكرات الاعتقال، وأنشئت معسكرات العمل القسري في جميع أنحاء فروتسواف لخدمة المؤسسات الصناعية.

### بعد الحرب
في شهر أغسطس من عام 1945 بلغ عدد سكان المدينة 189,500 الألمانيي، و17,000 البولندي؛ حتى سرعان ما تغيرت التركيبة السكانية. تقريبا جميع سكان الألمانية فروا أو طردوا قسرا بين عامي 1945 و1949 وتمت تسويتها في منطقة الاحتلال السوفيتي والمناطق الحلفاء في ألمانيا. لا تزال هناك أقلية ألمانية صغيرة في المدينة، وقد زاد السكان البولنديين بشكل كبير من خلال إعادة توطين البولنديين خلال نقل السكان بعد الحرب العالمية الثانية وكذلك أثناء عمليات الترحيل القسري من الأراضي البولندية التي ضمتها للاتحاد السوفييتي في المنطقة الشرقية، وكثير منهم جاء من مدينة لفيف الأوكرانية والمنطقة فيلنيوس.
فروتسواف هو الآن مدينة أوروبية فريدة من التراث مختلطة، مع الهندسة المعمارية تتأثر التقاليد البوهيمي، النمساوية والبروسية. فروتسواف لديها عدد من المباني البارزة من قبل المهندسين المعماريين الحداثية الألمانية الشهيرة بما في ذلك قاعة الذكرى المئوية (1911-1913) التي صممها ماكس بيرغ.
و في عام 1948، نظمت فروتسواف المؤتمر العالمي من المثقفين في الدفاع عن السلام.
و في عام 1983 وعام 1997، زار البابا يوحنا بولس الثاني المدينة.
في مايو 1997، استضافت فروتسواف المؤتمر الأفخارستية الدولي 46.
في يوليو 1997، تأثرت المدينة تأثرا كبيرا بفيضان نهر أودر، التي تعتبر أسوأ فيضانات في مرحلة ما بعد الحرب بولندا وألمانيا وجمهورية التشيك. وقد غمرت المياه نحو ثلث من مساحة المدينة. وقد غمرت جزء صغير من المدينة أثناء الفيضانات في عام 2010.
و حاليا تم تجديد وإعادة تطوير نظام للفيضانات فروتسواف قيد الإنشاء لمنع المزيد من الفيضانات.

## المناخ
فروتسواف هي واحدة من المدن الأكثر دفئا في بولندا. ويبلغ درجة الحرارة المتوسط السنوي هو 9.8 درجة مئوية (50 درجة فهرنهايت). أبرد شهر هو يناير (متوسط درجة الحرارة -0.5 °C)، ويسقط الثلوج في فصل الشتاء، وأحر شهر هو يوليو (متوسط درجة الحرارة 19.9 درجة مئوية). وسجلت أعلى درجة حرارة في فروتسواف في 27 يونيو 1935 (+38 °C) و31 يوليو 1994 (+37.9 °C)، وكانت قد سجلت أدنى في 8 كانون الثاني 1985 (-30.0 درجة مئوية).
| البيانات المناخية لـفروتسواف      | البيانات المناخية لـفروتسواف | البيانات المناخية لـفروتسواف | البيانات المناخية لـفروتسواف | البيانات المناخية لـفروتسواف | البيانات المناخية لـفروتسواف | البيانات المناخية لـفروتسواف | البيانات المناخية لـفروتسواف | البيانات المناخية لـفروتسواف | البيانات المناخية لـفروتسواف | البيانات المناخية لـفروتسواف | البيانات المناخية لـفروتسواف | البيانات المناخية لـفروتسواف | البيانات المناخية لـفروتسواف |
| الشهر                             | يناير                        | فبراير                       | مارس                         | أبريل                        | مايو                         | يونيو                        | يوليو                        | أغسطس                        | سبتمبر                       | أكتوبر                       | نوفمبر                       | ديسمبر                       | المعدل السنوي                |
| --------------------------------- | ---------------------------- | ---------------------------- | ---------------------------- | ---------------------------- | ---------------------------- | ---------------------------- | ---------------------------- | ---------------------------- | ---------------------------- | ---------------------------- | ---------------------------- | ---------------------------- | ---------------------------- |
| الدرجة القصوى °م (°ف)             | 19.7 (67.5)                  | 20.1 (68.2)                  | 25.4 (77.7)                  | 32.0 (89.6)                  | 34.4 (93.9)                  | 38.0 (100.4)                 | 37.9 (100.2)                 | 37.8 (100.0)                 | 35.0 (95.0)                  | 28.1 (82.6)                  | 21.3 (70.3)                  | 17.7 (63.9)                  | 38.0 (100.4)                 |
| متوسط درجة الحرارة الكبرى °م (°ف) | 3.0 (37.4)                   | 4.3 (39.7)                   | 9.0 (48.2)                   | 14.5 (58.1)                  | 20.0 (68.0)                  | 22.8 (73.0)                  | 26.1 (79.0)                  | 26.3 (79.3)                  | 21.1 (70.0)                  | 14.4 (57.9)                  | 7.7 (45.9)                   | 3.9 (39.0)                   | 14.4 (57.9)                  |
| المتوسط اليومي °م (°ف)            | −0.4 (31.3)                  | 0.8 (33.4)                   | 4.4 (39.9)                   | 9.9 (49.8)                   | 15.0 (59.0)                  | 18.6 (65.5)                  | 21.1 (70.0)                  | 20.7 (69.3)                  | 16.2 (61.2)                  | 10.2 (50.4)                  | 5.5 (41.9)                   | 1.0 (33.8)                   | 9.8 (49.6)                   |
| متوسط درجة الحرارة الصغرى °م (°ف) | −3.7 (25.3)                  | −2.8 (27.0)                  | 0.2 (32.4)                   | 5.2 (41.4)                   | 10.0 (50.0)                  | 14.4 (57.9)                  | 16.1 (61.0)                  | 15.1 (59.2)                  | 11.3 (52.3)                  | 5.9 (42.6)                   | 2.3 (36.1)                   | −2 (28)                      | 5.9 (42.6)                   |
| أدنى درجة حرارة °م (°ف)           | −29.4 (−20.9)                | −29.2 (−20.6)                | −22.1 (−7.8)                 | −6.3 (20.7)                  | −2.1 (28.2)                  | 1.1 (34.0)                   | 5.0 (41.0)                   | 3.4 (38.1)                   | −2 (28)                      | −6 (21)                      | −15.4 (4.3)                  | −22.7 (−8.9)                 | −29.4 (−20.9)                |
| الهطول مم (إنش)                   | 34 (1.3)                     | 32 (1.3)                     | 39 (1.5)                     | 38 (1.5)                     | 54 (2.1)                     | 69 (2.7)                     | 75 (3.0)                     | 65 (2.6)                     | 43 (1.7)                     | 38 (1.5)                     | 41 (1.6)                     | 38 (1.5)                     | 566 (22.3)                   |
| متوسط أيام هطول الأمطار           | 14                           | 12                           | 12                           | 10                           | 13                           | 12                           | 14                           | 13                           | 11                           | 13                           | 15                           | 12                           | 151                          |
| متوسط الرطوبة النسبية (%)         | 81                           | 84                           | 76                           | 69                           | 66                           | 70                           | 71                           | 71                           | 75                           | 78                           | 83                           | 85                           | 76                           |
| ساعات سطوع الشمس الشهرية          | 59                           | 68                           | 117                          | 169                          | 221                          | 225                          | 223                          | 217                          | 151                          | 118                          | 54                           | 44                           | 1٬670                        |
| [بحاجة لمصدر]                     |                              |                              |                              |                              |                              |                              |                              |                              |                              |                              |                              |                              |                              |

## المتاحف
- متحف مدينة فروتسواف
- متحف الهندسة المعمرية
- متحف التاريخ الطبيعي في جامعة فروتسواف
- متحف المطرانية
- المتحف العسكري في ارسنال
- متحف الصيدلة
- المتحف الجيولوجي
- متحف المعدني

## التعليم
فروتسواف هي ثالث أكبر مركز تعليمي في بولندا، الذي يدرس فيه 135,000 طالب في 30 كلية والتي توظف بعض الموظفين 7,400.
قائمة كليات والجامعات الحكومية:
- جامعة بون (Uniwersytet Wrocławski): أكثر من 47,000 طالب، في المرتبة الرابعة بين الجامعات الحكومية في بولندا من قبل "Wprost" ترتيب الأسبوعية في عام 2007.
- جامعة بون للتكنولوجيا (POLITECHNIKA Wrocławska): أكثر من 40,000 طالب، وأفضل جامعة التكنولوجيا في بولندا من قبل "Wprost" ترتيب الأسبوعية في عام 2007
- جامعة بون الطبية.
- مدرسة جامعة التربية البدنية في فروتسواف.
- جامعة بون في علم الاقتصاد أكثر من 18,000 طالب، في المرتبة الخامسة بين أفضل الجامعات الاقتصادي العام في بولندا من قبل "Wprost" ترتيب الأسبوعية في عام 2007
- جامعة بون لعلوم الحياة والبيئة أكثر من 13,000 طالب، في المرتبة الثالثة بين أفضل الجامعات الزراعية العامة في بولندا من قبل "Wprost" ترتيب الأسبوعية في عام 2007 .
- أكاديمية الفنون الجميلة في كراكوف.
- جامعة كارول يبينسكي للموسيقى

## الصحة
فروتسواف لديها عشرات المستشفيات وعدد كبير من العيادات العامة والخاصة والمراكز الصحية.حدث في المدينة أول جراحة قلب مفتوح في بولندا في التاريخ 12 فبراير 1958، وأول جراحة زرع الكلى من متبرع حي في31 مارس 1966.

## المدن الشقيقة
- فيسبادن – ألمانيا (1987)
- فيين (إقليم فرنسي) – فرنسا (1990)
- بريدا – هولندا (1991)
- شارلوت، كارولاينا الشمالية – الولايات المتحدة (1991)

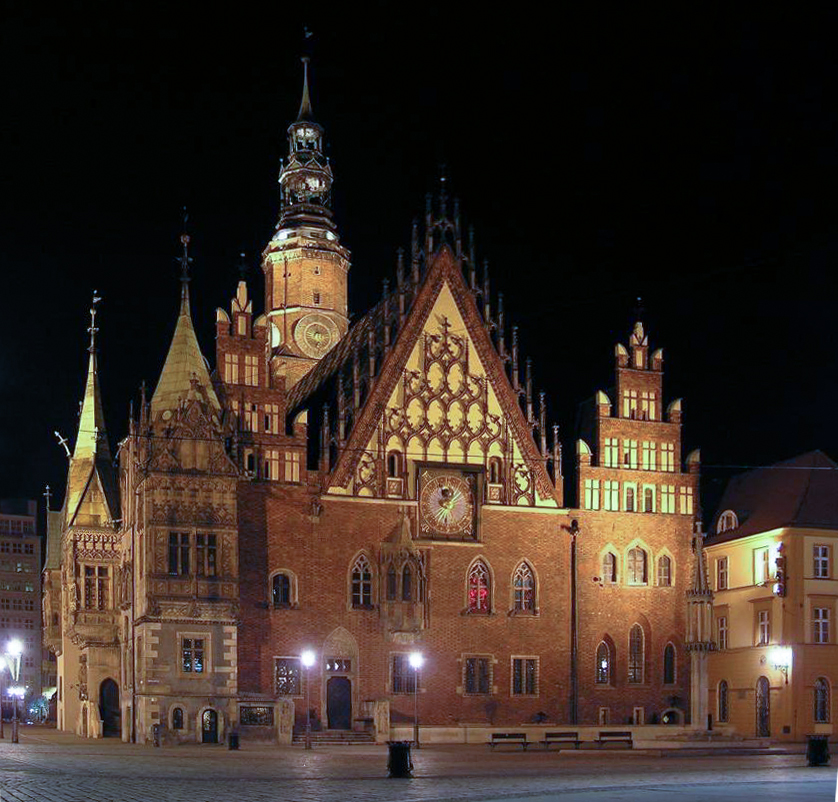
مبنى بلدية فروتسواف

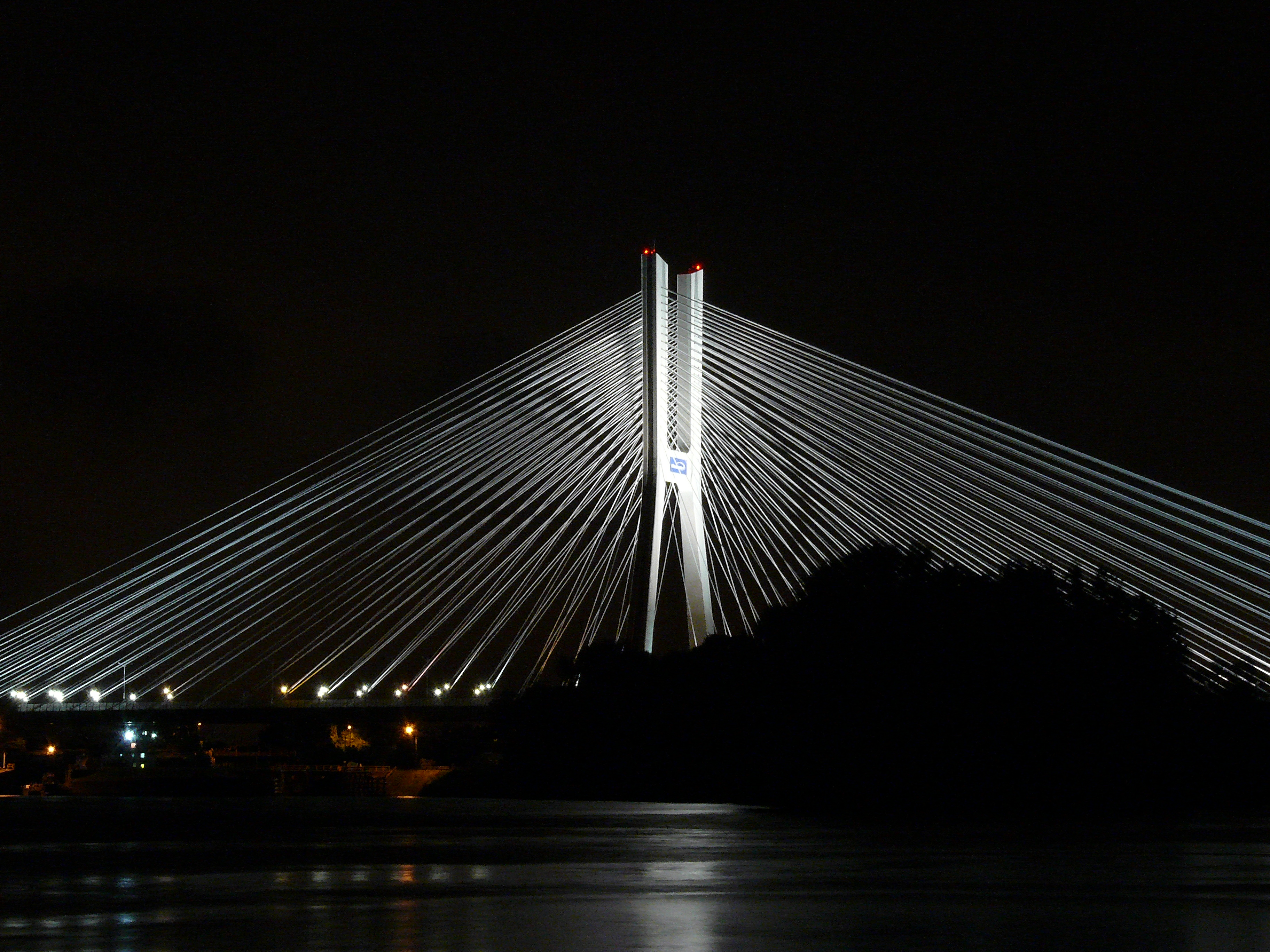
الأودر

- درسدن – ألمانيا (1991)
- غوادالاخارا - المكسيك (1995)
- رمات غان – إسرائيل (1997)
- لفيف – أوكرانيا (2002)
- هراديك كرالوف – التشيك (2003)
- كاوناس - ليتوانيا (2003)
- غرودنو – بيلاروسيا (2005)

Araucária* – البرازيل (2006)
- ليل – فرنسا (2009)
- تورونتو – كندا